# Северни Онтарио
Северни Онтарио (енгл. Northern Ontario, фр. Nord de l'Ontario), је примарни регион провинције Онтарио у Канади, а други примарни регион је јужни Онтарио. Већина главног географског региона налази се на делу главног геолошког Канадског штита, огромне стеновите висоравни која се налази углавном северно од језера Хурон (укључујући Џорџијански залив), Француске реке, језера Ниписинг и реке Матава. Статистички регион се простире јужно од реке Матава и обухвата цео округ Ниписинг. Јужни део овог округа лежи на делу геолошкoг гренвилског штита који заузима прелазно подручје између северног и јужног Онтарија. Проширени федерални и покрајински административни региони северног Онтарија имају своје границе још јужније у транзиционој области које варирају у зависности од политике и захтева њихове владе. Владина одељења и агенције Онтарија, као што су План раста за Северни Онтарио и Корпорација фонда за наслеђе Северног Онтарија, дефинишу Северни Онтарио као сва подручја северно од, укључујући округе Пери соунд и Ниписинг, у политичке сврхе, док савезна влада, али не и покрајинска, такође укључује округ Мускока.
Статистички регион има копнену површину од 806.000 km2 (310.000 mi2) и чини 88 процената копнене површине Онтарија, али са популацијом од само 780.000 људи садржи само око шест процената становништва покрајине. Климу карактеришу екстремне температуре, изузетно хладно зими и вруће лети. Главне индустрије су рударство, шумарство и хидроелектрана.
За неке сврхе, северни Онтарио је и даље подељен на североисточни и северозападни Онтарио. Када се регион подели на овај начин, три најзападнија округа (Рејни Ривер, Кенора и Тандер Беј) чине „Северозападни Онтарио“, а остали окрузи чине „Североисточни Онтарио“. У Североисточном Онтарију живи две трећине становништва Северног Онтарија.
Почетком 20. века, северни Онтарио је често називан „Нови Онтарио“, ово име је временом нестало због колонијалних конотација. (На француском, међутим, регион се и даље може називати Новел-Онтарио „(-Ontario)”, иако се Ле Норд де л'Онтарио и Онтарио-Норд „(le Nord de l'Ontario and Ontario-Nord)” сада чешће користе.)

## Територијална еволуција
Оне области које су чиниле део Нове Француске у „Новој земљи”, у суштини сливовима реке Отаве, језера Хурон и језера Супериор, Британци су преузели Париским уговором (1763). Ове области су тада постале део Горње Канаде од 1791. године а затим провинције Канаде између 1840. и 1867. године.
У време успостављања Канадске конфедерације 1867. године, део северног Онтарија који лежи јужно од Лаурентијанске поделе био је део Онтарија, док је део северно од поделе био део засебне британске територије Рупертове земље. Границе провинције су привремено проширене на север и запад 1874. године, док је регион Шумског језера остао предмет граничног спора између Онтарија и Манитобе. Регион је потврђен као припадајући Онтарију одлуком Судског комитета државног савета 1884. и потврђен „Законом о Канади” (О границама Онтарија) из 1889. Парламента Уједињеног Краљевства, који је поставио нову северну покрајину граница на реци Албани.
Преостали најсевернији део провинције, од реке Албани до залива Хадсон, пребачен је у провинцију са северозападних територија од стране Парламента Канаде Законом о проширењу граница Онтарија из 1912. Овај регион је првобитно успостављен као Дистрикт Патрициа, али је спојен са округом Кенора 1937. године.

## Демографија
Процват рударства почетком двадесетог века привукао је многе франкофоне у североисточни Онтарио, а француски се још увек тамо широко говори. Иако канадски устав никада није захтевао да покрајина Онтарио призна француски као службени језик, влада пружа пуне услуге на француском језику сваком грађанину, становнику или посетиоцу који то жели, укључујући комуникације, школе, болнице, социјалне услуге и судовима, према Закону о услугама француског језика из 1986. Двојезичност је већа од канадског просека – 2011. године 180.020 људи, или 24,6% становништва, говорило је и енглески и француски. Било је и 8.910 људи, или 1,2% становништва, који су говорили само француски. Цео североисточни Онтарио, са изузетком острва Манитоулин, означен је као подручје услуга на француском језику, као и неколико појединачних општина на северозападу. Острво Манитулин, иако није званично одређено као подручје пружања услуга на француском језику, функционише као део двојезичних услуга, јер већину услуга покрајинске владе прима из седишта округа Садбери у Еспаноли, уместо да функционише као независна  јурисдикција.
Влада Канаде даје исту важност француском и енглеском језику по свим питањима. У 2011. години, 10,2% људи у северном Онтарију говорило је француски, мада је тежиште француског говора  углавном у североисточном делу Онтарија.
Канадски попис из 2016. показао је да је становништво северног Онтарија имало 780.140 становника. Током пописа становништва у Канади 2011. године, подаци нису укључивали 17 непотпуно пописаних индијанских резервата широм региона. У четири резервата попис није обављен због недостатка дозволе, а још 13 у северозападном Онтарију попис није обављен због евакуација изазваних шумским пожарима. Попис је касније усклађен са цифрама за ове резервате и оне показују укупан број од 11.435 становника. Средња старост за северни Онтарио у 2011. била је 43,9 година. У 2011. је било 43.670 имиграната, што представља 5,8% становништва, што је мање са 6,8% у 2006. години.
Регион такође има значајну популацију припадника Првих нација, првенствено народа Оџибва, Кри и Оџи-Кри, са мањим заједницама Ниписинг, Алгонкуин, Отава и Салтук.
У 2016, северозападни Онтарио је био 71% белаца, 26,2% домородачких и 2,8% видљивих мањина. Највеће видљиве мањинске групе у региону биле су јужноазијске (0,5%), црне (0,4%), Кинези (0,4%), филипинци (0,4%) и југоисточне Азије (0,3%)[33]. Североисточни Онтарио је био 82,5% белаца, 15% аутохтоних и 2,5% видљивих мањина. Највеће видљиве мањинске групе биле су јужноазијски (0,6%), црнци (0,6%) и Кинези (0,4%).
Попис становништва из 2001. године показао је католицизам као најчешће практиковану религију у северном Онтарију (50,8%). Катедрала „Прешес блад” у Су Сент Марију је званична катедрала за бискупију. Међутим, прокатедрала „Успења Господњег” у Норт Беју делује као незванична Епископска столица за епархију Солт Сент Маре.
Језици који су имали најмање 1.000 изворних говорника (један матерњи језик) у северном Онтарију 2006. су:
|     |               | 2011    | %      | 2006    | %      |
| --- | ------------- | ------- | ------ | ------- | ------ |
| 1.  | Енглески      | 533.980 | 73,94% | 525.230 | 70,98% |
| 2.  | Француски     | 125.675 | 17,40% | 131.450 | 17,76% |
| 3.  | Италијански   | 11.245  | 1,56%  | 14.560  | 1,97%  |
| 4.  | Оџибе         | 10.570  | 1,46%  | 10.655  | 1,44%  |
| 5.  | Оџи-Кри       | 6.325   | 0,88%  | 6.120   | 0,83%  |
| 6.  | Фински        | 5.615   | 0,78%  | 7.130   | 0,96%  |
| 7.  | Немачки       | 5.125   | 0,71%  | 6.275   | 0,85%  |
| 8.  | Кри           | 3.485   | 0,48%  | 3.150   | 0,43%  |
| 9.  | Пољски        | 2.700   | 0,37%  | 3.655   | 0,49%  |
| 10. | Украјински    | 2.475   | 0,34%  | 3.950   | 0,53%  |
| 11. | Кинески       | 1.620   | 0,22%  | 1.945   | 0,26%  |
| 12. | Холандски     | 1.400   | 0,19%  | 1.790   | 0,24%  |
| 13. | Шпански       | 1.140   | 0,16%  | 1.035   | 0,14%  |
| 14. | Португалијски | 1.100   | 0,15%  | 1.395   | 0,19%  |
| 15. | Хрватски      | 945     | 0,13%  | 1.160   | 0,16%  |

| Етничко порекло (2016) | Популација | Проценат |
| ---------------------- | ---------- | -------- |
| Канађани               | 287.835    | 36,9%    |
| Французи               | 204.775    | 26,2%    |
| Енглези                | 185.075    | 23,7%    |
| Ирци                   | 142.055    | 18,2%    |
| Шкоти                  | 138.470    | 17,7%    |
| Први народи            | 104.945    | 13,5%    |
| Немци                  | 74.195     | 9,5%     |
| Italian                | 62.405     | 8,0%     |
| Украјинци              | 42.795     | 5,5%     |
| Метиси                 | 37.290     | 4,8%     |
| Финци                  | 33.490     | 4,3%     |
| Пољаци                 | 28.160     | 3,6%     |
| Холанђани              | 23.340     | 3,0%     |
| Швеђани                | 15.905     | 2,0%     |
| Британци               | 13.340     | 1,7%     |
| Велшани                | 11.145     | 1,4%     |
| Норвежани              | 10.075     | 1,3%     |

Религија у северном Онтарију по попису из 2001.
| Религија            | Број људи | %    |
| ------------------- | --------- | ---- |
| Укупно              | 729.210   | 100  |
| Католици            | 370.305   | 50,8 |
| Протестанти         | 241.145   | 33,2 |
| Атеисти             | 95.610    | 13,2 |
| Остали хришћани     | 11.825    | 1,6  |
| Остале религије*    | 3.540     | 0,5  |
| Православни         | 3.425     | 0,5  |
| Муслимани           | 990       | 0,1  |
| Будисти             | 820       | 0,1  |
| Хинду               | 535       | 0,1  |
| Јевреји             | 505       | 0,1  |
| Источњачке религије | 455       | 0,1  |
| Сики                | 65        | 0,0  |

- Напомена: Друге религије су углавном духовности Првих нација